# Convenzione di Schengen
La convenzione di Schengen (ufficialmente convenzione di applicazione dell'accordo di Schengen) è un trattato dell'Unione Europea, firmato inizialmente il 19 giugno 1990 da Benelux, Germania Ovest e Francia, in applicazione dell'accordo di Schengen del 1985, e successivamente anche da Italia (1990), Spagna e Portogallo (1991), Grecia (1992), Austria (1995), Danimarca, Finlandia e Svezia (1996), che regola l'apertura delle frontiere tra i paesi firmatari.
L'accordo e la convenzione di Schengen, insieme a tutte le regole adottate sulla base dei due testi uniti agli accordi connessi formano l'acquis di Schengen, che dal 1999 è integrato nel quadro istituzionale e giuridico dell'Unione europea in virtù di un protocollo allegato al trattato di Amsterdam.

## Storia
Si può definire la convenzione di Schengen come una cooperazione rafforzata all'interno dell'Unione europea.
La convenzione di Schengen completa l'accordo di Schengen e definisce le condizioni di applicazione e le garanzie inerenti all'attuazione della libera circolazione, firmata il 19 giugno 1990 dagli stessi cinque Stati membri ed entrata in vigore nel 1995.

## Entrata in vigore
L'entrata in vigore di questi accordi è stata graduale, in quanto dovevano essere rispettati da parte degli Stati aderenti precisi requisiti sia normativi che tecnici.
| Stati                                                                          | Adesione da:                   | In vigore da:                                                              |
| ------------------------------------------------------------------------------ | ------------------------------ | -------------------------------------------------------------------------- |
| Belgio Francia Germania Lussemburgo Paesi Bassi Monaco                         | 19 giugno 1990                 | 26 marzo 1995                                                              |
| Italia                                                                         | 27 novembre 1990               | 26 ottobre 1997                                                            |
| Portogallo Spagna                                                              | 25 giugno 1992                 | 26 marzo 1995                                                              |
| Austria                                                                        | 28 aprile 1995                 | 1º aprile 1998                                                             |
| Grecia                                                                         | 6 novembre 1992                | 26 marzo 2000                                                              |
| Danimarca Finlandia Svezia Islanda Norvegia                                    | 19 dicembre 1996               | 25 marzo 2001                                                              |
| Slovenia Estonia Lettonia Lituania Polonia Rep. Ceca Slovacchia Ungheria Malta | 1º maggio 2004                 | 21 dicembre 2007 (confini terrestri e marittimi) 30 marzo 2008 (aeroporti) |
| Svizzera                                                                       | 16 ottobre 2004                | 12 dicembre 2008 (confini terrestri) 29 marzo 2009 (aeroporti)             |
| Liechtenstein                                                                  | 28 febbraio 2008               | 19 dicembre 2011                                                           |
| Bulgaria Romania                                                               | 1º gennaio 2007                | 1º gennaio 2025                                                            |
| Cipro                                                                          | 1º maggio 2004 (non in vigore) | (non definito)                                                             |
| Croazia                                                                        | 1º luglio 2013                 | 1º gennaio 2023 (confini terrestri e marittimi) 26 marzo 2023 (aeroporti)  |

Il 21 dicembre 2007 sono entrati nello spazio Schengen nove dei dieci paesi entrati nella UE nel 2004 (resta fuori Cipro). A partire da tale data sono stati quindi rimossi i controlli di frontiera terrestri e marittimi mentre quelli negli aeroporti sono stati mantenuti fino al 30 marzo 2008. Tale proroga è stata concessa per dar modo di riorganizzare gli scali aerei.

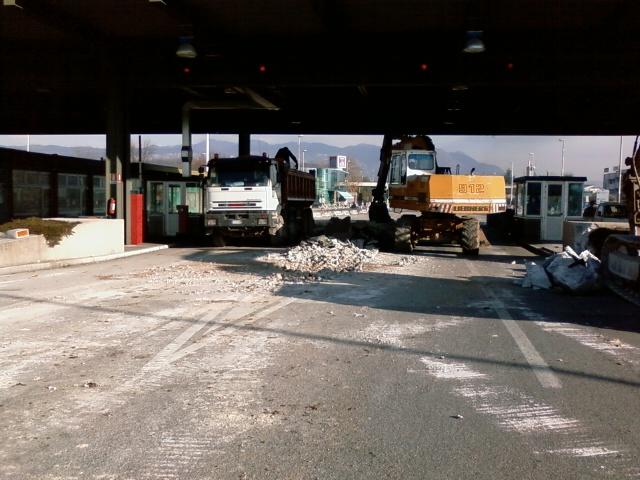
La rimozione delle cabine al valico di Sant'Andrea (Gorizia), pochi giorni prima dell'apertura del confine.

L'eliminazione di ogni controllo delle persone sarà oggetto di ulteriori determinazioni dei ministri degli interni dei paesi UE. Mancano all'appello anche Romania e Bulgaria entrati nell'Unione europea nel 2007.
La Svizzera, che non fa parte dell'Unione Europea, ha aderito al trattato nel 2004 e, dopo ripetuti rinvii, è entrato in vigore il 12 dicembre 2008 per i confini terrestri e il 29 marzo 2009 per gli aeroporti.
Il Liechtenstein, che aveva il confine con la Svizzera aperto, ha firmato gli accordi per poter mantenere tale situazione. Il 28 febbraio 2008 ha firmato un accordo per la sua integrazione formale nello spazio Schengen, ratificato nel marzo 2011. Dopo un processo di valutazione, la sua adesione è avvenuta il 19 dicembre 2011.
Islanda e Norvegia non fanno parte dell'Unione Europea, ma insieme a Danimarca, Finlandia e Svezia fanno parte dell'Unione nordica dei passaporti che aderisce allo spazio Schengen.

## Sospensione della convenzione
Ogni Stato sottoscrittore dell'accordo, e persino la stessa Unione Europea, può sospendere l'uso del trattato per un limitato periodo e per specifici motivi, previa notifica alla Commissione europea.
Solitamente si ricorre quando uno Stato vuole rafforzare le misure di sicurezza nel caso esso ospiti importanti eventi o in caso di particolari crisi.
Di seguito sono riportati i principali casi. Per l’elenco completo si guardi qui: (EN)  Notifiche di sospensione Schengen.

### Livello europeo
Il 17 marzo 2020, al fine di contrastare la diffusione del COVID-19, il trattato di Schengen è stato sospeso temporaneamente in tutta l’Unione europea ed anche nello Spazio economico europeo (EEA).

### Austria
L'Austria ha sospeso il trattato di Schengen:
- dal 2 giugno al 1º luglio 2008, in concomitanza del campionato europeo di calcio 2008.[14]
- dal 16 novembre 2015[15] decide di reintrodurre i controlli alle frontiere, a causa dei problemi legati all'immigrazione e al terrorismo
- dal 17 al 21 settembre 2018 in occasione dell'incontro tra capi di Stato e di governo della UE a Salisburgo[16].

### Danimarca
- Da maggio al 31 dicembre 2011 la Danimarca ha deciso di reintrodurre il controllo alle proprie frontiere terrestri e marittime, al fine di far diminuire il crimine transfrontaliero.[17][18]
- dal 4 gennaio al 23 febbraio 2016[15] per limitare l'immigrazione internazionale

### Francia
La Francia ha sospeso il trattato di Schengen:
- Nel 2000 in concomitanza con il Consiglio europeo tenuto a Nizza dal 7 al 9 Dicembre.
- Nel 2005 a seguito degli attentati di Londra.[19]
- dal 13 novembre 2015 al 13 dicembre 2015[15] per la Conferenza di Parigi sui cambiamenti climatici rinnovando la sospensione dal 14 dicembre 2015 al 27 marzo 2016[15] a seguito degli attentati del 13 novembre 2015 a Parigi.
- dal 1º maggio al 31 ottobre 2024, in occasione dei Giochi della XXXIII Olimpiade e della XVII Paralimpiade estiva.[20]

### Germania
La Germania ha sospeso il trattato di Schengen:
- dal 26 maggio al 15 giugno 2015 a seguito del G7 tenuto a Garmisch-Partenkirchen.[21]
- dal 13 settembre 2015 al 13 febbraio 2016 per limitare l'immigrazione internazionale.[15]
- dal 14 giugno al 14 luglio 2024, in occasione del Campionato europeo di calcio 2024.[22]
- dal 16 settembre 2024 al 15 settembre 2025, citando minacce terroristiche e criminali derivanti dall’immigrazione illegale.[23][24]

### Italia
L'Italia ha sospeso il trattato di Schengen:
- Dal 14 al 21 luglio 2001, durante il G8 di Genova;[25]
- Dal 28 giugno al 15 luglio 2009, durante il G8 dell'Aquila.[26]
- Dal 10 maggio al 30 maggio 2017, durante il G7 di Bari e Taormina.[27]
- Dal 21 ottobre al 31 ottobre 2023, citando minacce terroristiche derivanti dall’immigrazione illegale, ma solo per il confine Italo-sloveno[28][29], misura poi prorogata svariate volte, fino al 18 dicembre 2025.[30][31][32][33][34][35][36]
  - In aggiunta al precedente, dal 5 al 18 giugno 2024 sono stati reintrodotti i controlli su tutti i confini, in occasione del G7 del 2024.[37]

### Malta
- dal 9 novembre 2015 al 31 dicembre 2015 Malta ha sospeso il trattato di Schengen per la conferenza Commonwealth Heads of Government Meeting 2015 e per problemi legati all'immigrazione.[15]

### Norvegia
La Norvegia ha sospeso il trattato di Schengen:
- dal 23[38] al 26 luglio 2011, successivamente agli attentati subiti dal Paese il 22 luglio 2011;
- dal 26 luglio 2014[39] al 31 luglio 2014,[40] per allerta terrorismo.
- dal 26 novembre 2015 al 14 febbraio 2016[15] per limitare l'immigrazione internazionale

### Polonia
La Polonia ha sospeso il trattato di Schengen:
- Durante il campionato europeo di calcio 2012;[41]
- dall'8 al 23 novembre 2013, in occasione della conferenza sul cambiamento del clima che si è tenuta a Varsavia.[42]

### Svezia
La Svezia ha deciso di reintrodurre i controlli alle frontiere 
- dal 12 novembre 2015 al 9 marzo 2016.[15] per limitare l'immigrazione internazionale

### Ungheria
- dal 17 al 26 ottobre 2015 l’Ungheria ha sospeso il trattato di Schengen per il grande afflusso di migranti.[15]

## Organismi
La cooperazione intergovernativa era gestita da un Comitato Esecutivo, dotato di Segretariato. La firma del trattato di Amsterdam nel 1997 ha portato all'integrazione degli accordi di Schengen nell'acquis comunitario, attraverso un protocollo addizionale (protocollo n. 19). Dal 1º maggio 1999 quindi il Consiglio dell'Unione europea è subentrato al comitato esecutivo istituito dagli accordi di Schengen, e gli Stati che divengono membri dell'Unione europea sono vincolati a recepire nella totalità l'acquis di Schengen, sebbene le sue disposizioni vengano applicate gradatamente.
In Italia l'organo preposto al controllo sull'attuazione dell'accordo di Schengen è il Comitato parlamentare di controllo sull'attuazione dell'accordo di Schengen, di vigilanza sull'attività di Europol, di controllo e vigilanza in materia di immigrazione.